# Svanar
För andra betydelser, se Svanen, Cygnus och Svahn
Svanar (Cygnini) är en släktgrupp av stora vattenlevande fåglar som tillhör underfamiljen Anserinae och familjen änder. I världen finns det totalt sju arter av svan, varav tre förekommer i Sverige: knölsvan, sångsvan som häckfåglar och mindre sångsvan som passerande flyttfågel. 
Adulta svanar ruggar en gång om året och detta sker på sommaren. Ungfåglar genomgår en partiell postjuvenil ruggning under hösten-vintern men behåller sitt juvenila utseende fram till nästa sommar då de genomgår en komplett ruggning.

## Systematik och utbredning
Svanarnas taxonomi är under diskussion. Ett problem är på vilken taxonomisk nivå de olika grupperingarna ska placeras. Det är idag vanligt att man klassificerar svanar som en släktgrupp Cygnini, men ibland kategoriseras de istället som en underfamilj Cygninae (Terres & NAS 1991). Vidare delas släktet Cygnus, av vissa, upp i fyra undersläkten: Cygnus, Chenopis, Sthenelides och Olor. 
Släktet Cygnus utvecklades i Europa eller västra Eurasien under miocen, och hade fram till pliocen spridit sig till hela norra halvklotet. När södra halvklotets arter uppstod är oklart. Knölsvanen (Cygnus olor) är den närmaste släktingen till taxonen på södra halvklotet vilket syns på dess krökta hals, uppburrade vingar och näbbknöl, kännetecken som den delar med exempelvis svart svan (Cygnus atratus). Det har föreslagits att knölsvan och svart svan härstammar från en gemensam förfader. Utifrån biogeografi och morfologi av undersläktet Olor verkar det troligt att dessa taxa har ett senare ursprung eftersom deras nutida utbredning mestadels var obeboelig under den senaste istiden och att det finns en stor likhet mellan undersläktets olika taxa.

### Arter i taxonomisk ordning
Släkte Coscoroba

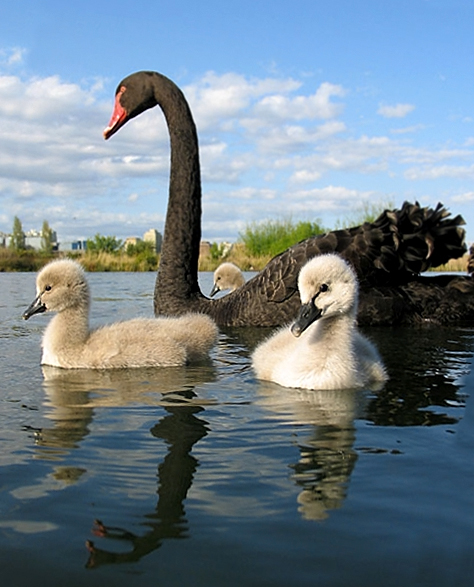
Svart svan (Cygnus atratus) med ungar.

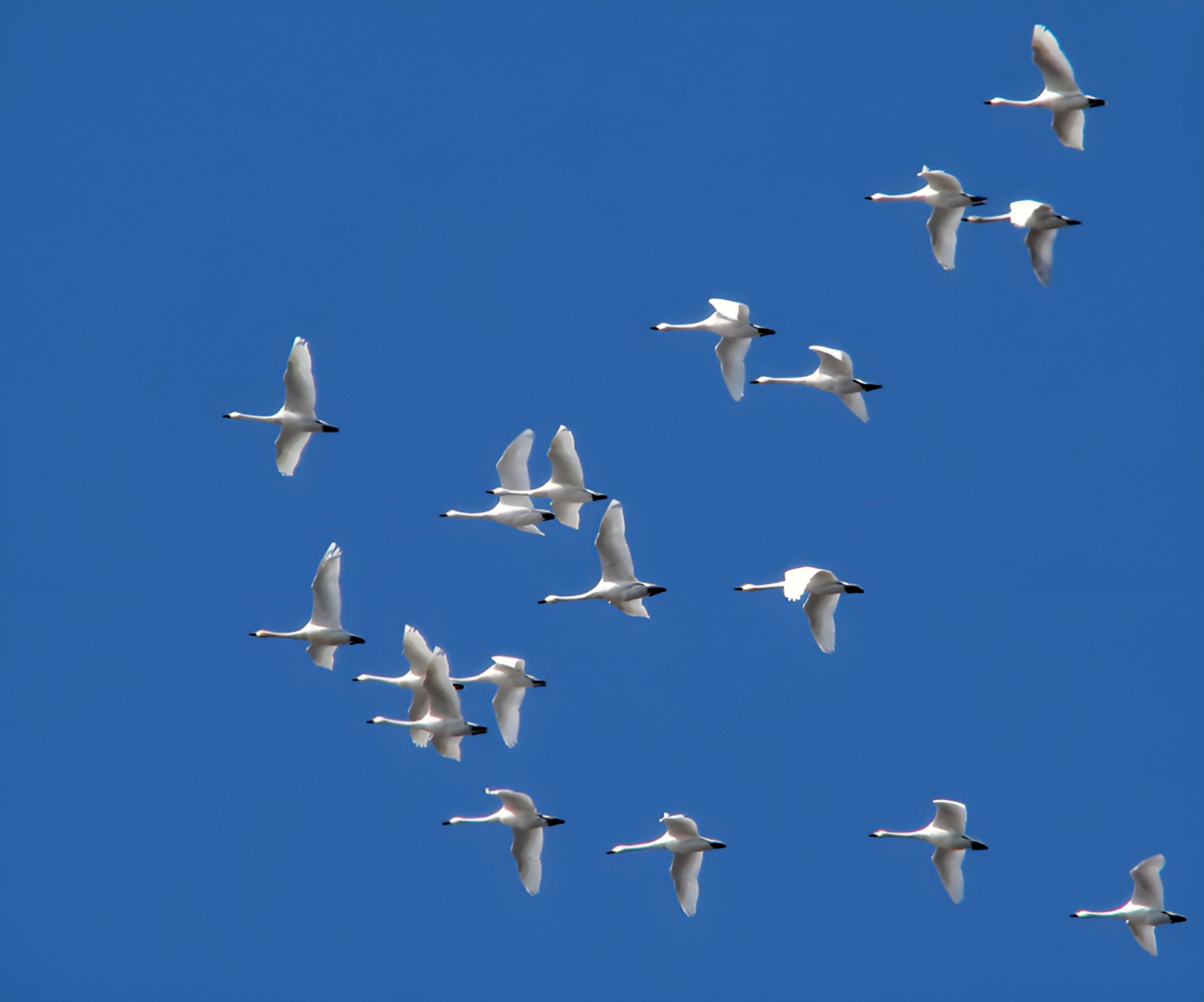
En flock mindre sångsvan.

- Coscorobasvan (Coscoroba coscoroba) som lever i Sydamerika är ensam art inom sitt släkte och är inte en typisk svan. Dess fylogenetiska position är inte klarlagd och i vissa avseenden är den mer lik gäss (Anserini) eller arterna inom underfamiljen Tadorninae.

Släkte Cygnus
- Undersläkte Chenopis
  - Svart svan (Cygnus atratus), förekommer i Australien och som introducerad art på Nya Zeeland.
  - Cygnus sumnerensis, en utdöd art av svart svan som levde på Nya Zeeland och Chathamöarna.
- Undersläkte Sthenelides
  - Svarthalsad svan (Cygnus melanocoryphus) återfinns i Sydamerika.
- Undersläkte Olor
  - Knölsvan (Cygnus olor), är vanlig i tempererade Eurasien och lever där även som halvtama. Släktingar till tama knölsvanar lever nu vilt i USA och på andra platser.
- Undersläkte Cygnus
  - Trumpetarsvan (Cygnus buccinator), Nordamerikansk art som till stor del påminner om sångsvanen vilken den ibland förs till som underart.
  - Mindre sångsvan (Cygnus columbianus) 
    - Tundrasvan (C. c. columbianus), liten svan som häckar på den Nordamerikanska tundran längre norrut än någon annan svanart. Den övervintrar i USA.
    - Mindre sångsvan (C. c. bewickii) är den holarktiska formen som häckar i arktiska Ryssland och flyttar till Västeuropa och östra Asien (bland annat Kina och Japan) under vintern.

  - Sångsvan (Cygnus cygnus), häckar på Island och i subarktiska Europa och Asien, flyttar till tempererade delar av Europa och Asien på vintern.

## Ekologi
Svanar födosöker i vattnet och på land. De är nästan uteslutande växtätare och deras föda består av rötter, rotknölar, stjälkar och blad av vattenväxter. De äter även en mindre mängd vattenlevande djur.
Svanar bildar par som lever tillsammans under ett antal år, och de kan leva tillsammans livet ut. Tidigare har det ofta sagts att svanar alltid lever med samma partner livet ut, och att de inte heller skaffar en ny partner om den andra skulle dö. Men samtida genetisk forskning har visat att separationer är mycket vanligare än man tidigare trott. Dock uppträder svanar ofta i par och dessa band upprätthålls året om, även bland de arter som flyttar långa sträckor och som lever i stora flockar under vinterhalvåret.
Boet, som i snitt mäter en meter i diameter, placeras direkt på marken i närheten av vatten. Till skillnad från andra änder och gäss så hjälper även hanen till vid bobygget och med undantag från visseländerna så är svanarna de enda där även hanen hjälper till vid ruvningen.

## Svanar i kulturen
Den fula ankungen (Den grimme ælling) är en saga från 1853 av H.C. Andersen och den handlar om en ung andfågel som retas för sin fulhet, men som sedan växer upp till en vacker vit svan.
Uttrycket svanesång refererar till en legend om knölsvanen.[källa behövs]
Det hebreiska namnet på svan är tinshẹmeth och förekommer i en förteckning i Tredje Moseboken över orena flygande varelser som inte får ätas. I flera översättningar återges ordet med "svan", men det råder osäkerhet vilken fågel som faktiskt avses. På grund att detta väljer flera översättningar att identifiera tinshẹmeth med ”minervauggla”, ”berguv” eller andra kött- eller asätande fåglar. Andra översättningar väljer istället att transkribera det hebreiska ordet och återge det som ”tinsemetfågeln”